# Busko-Zdrój
Busko-Zdrój ( busko zdruj) je lázeňské město ve středním Polsku ve Svatokřížském vojvodství v okrese Busko. Leží asi 80 km severovýchodně od Krakova. V roce 2023 zde žilo se 14 469 obyvatel.